# Devon McTavish
Devon McTavish (Winchester, Virginia, Estados Unidos, 8 de agosto de 1984) es un exfutbolista estadounidense. Jugó de posición de Cenrtocampista y su último equipo es el D.C. United de la Major League Soccer.

## Clubes
| Club                   | País           | Año       |
| ---------------------- | -------------- | --------- |
| Boulder Rapids Reserve | Estados Unidos | 2004      |
| D.C. United            | Estados Unidos | 2006-2011 |

## Palmarés

### Campeonatos nacionales
| Título                   | Club        | País           | Año  |
| ------------------------ | ----------- | -------------- | ---- |
| MLS Supporters' Shield   | D.C. United | Estados Unidos | 2006 |
| MLS Supporters' Shield   | D.C. United | Estados Unidos | 2007 |
| Lamar Hunt U.S. Open Cup | D.C. United | Estados Unidos | 2008 |